# Мартінас Ічас
Мартінас Ічас (13 листопада 1885, с. Шимкелишки, Біржайська волость, Паневезький повіт, Ковенська губернія, Російська імперія, тепер Литва — 5 квітня 1941, Ріо-де-Жанейро, Бразилія) — литовський громадський діяч, адвокат і політик, депутат Державної думи IV скликання від Ковенської губернії, перекладач, видавець, публіцист, підприємець, дипломат і релігійний діяч. Долучений член Литовської Таріби, що проголосила відновлення Литовської Держави. Президент Синоду Кальвіністської Церкви Литви. Перший посол Литви в Україні. 
Після окупації Литви з боку комуністичної Росії - політичний емігрант у Бразилії. 

## Життєпис

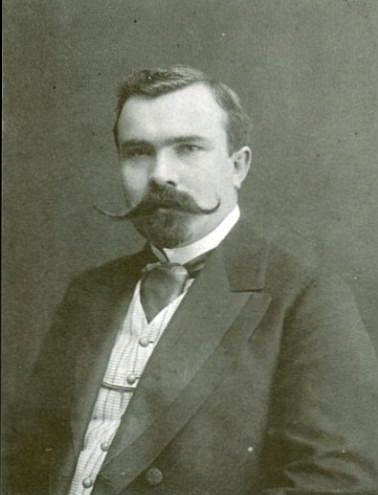
Мартінас Ічас, депутат Державної думи, 1913

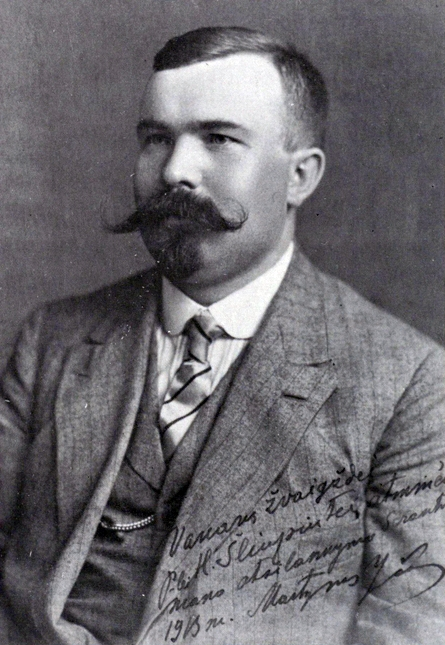
Мартінас Ічас, 1913

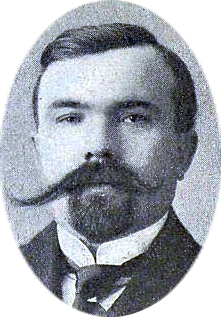
Мартінас Ічас, 1913

Литовець, євангелічно-реформатського віросповідання, родом із села Шимкелишки Біржайської волості Паневезького повіту Ковенської губернії.  
Коли Мартінасу було п'ять років, його батько був вимушений еміґрувати до США, тому що йому загрожувало заслання до Сибіру за розповсюдження книг литовською мовою, що було заборонено. 
Початкову освіту отримав у Біржайський народній школі.  
1900 старший брат Йонас Ічас привіз Мартінаса до Санкт-Петербургу, де він самостійно готувався до вступу в гімназію.  
1903 вступив відразу до третього класу Пярнувської гімназії.  
1906 вирушив до свого брата Йонаса в Томськ, де навчався приватно протягом року, а в 1907 склав іспити і вступив до Томського університету.  
1911 - випускник юридичного факультету Томського університету, захистивши дипломну роботу з церковного права «Поява і організація євангельської громади в Литві і позиція священика в ній», яка була удостоєна золотої медалі. 
Мартіну запропонували залишитися в Томському університеті для підготовки до професорського звання  . Однак він повернувся в Ковно, де вступив на службу помічником присяжного повіреного до Петраса Леонаса. Став куратором Віленського євангелічно-реформатського синоду. Перекладач, переклав литовською мовою кілька творів польських та ін. письменників. Входив до партії "Народної волі". За думськими документами займався землеробством на наділі площею 14 десятин. 

### Діяльність в Державній Думі
25 жовтня 1912 обраний до Державної думи IV скликання від загального складу виборців Ковенських губернських виборчих зборів.  
Входив до Бюро Селянської групи, пізніше увійшов до складу Конституційно-демократичної фракції.  
Був членом думської фінансової комісії, комісії з місцевого самоврядування, комісії для розгляду законопроєкту про заміну сервітутів у Варшавському генерал-губернаторстві і в Холмської губернії, комісії з народної освіти.  
Виступив з доповіддю від імені Фінансової комісії. Протягом всього терміну повноважень на пленарних засіданнях виступав 26 разів, в тому числі на захист стану литовського народу.  
Вступив до Прогресивного блоку. На початку Першої світової війни, використовуючи статус депутата Держдуми, 21 листопада 1914 заснував у Литві Литовське товариство жертв війни, був обраний головою його Центрального комітету.  
Коли німецькі війська окупували Литву, частина Центрального Комітету Литовського товариства жертв війни евакуювалася до Російської імперії і влаштувалася в Санкт-Петербурзі. У Російській імперії це товариство заснувало понад 250 департаментів, які займалися допомогою,що надавалася більш ніж 100 000 біженцям з Литви. Товариство надавало їм матеріальну підтримку, організовувало школи і допомагало розвивати культурне життя. 
У квітні-червні 1916 їздив до Великої Британії, Франції та Італії, будучи включеним до складу російської парламентської делегації під головуванням А. Пропотопова.  
11 червня 1916 як голова Литовського товариства жертв війни удостоївся аудієнції Папи Бенедикта XV, на зустрічі з папою попросив його морально підтримати прагнення литовської нації позбутися національного гніту з боку Російської імперії і за допомогою церкви організувати матеріальну допомогу жертвам війни. 

### Політична діяльність при Тимчасовому уряді
З 15 лютого 1917 знову числився присяжним повіреним Віленської судової палати.  
Брав активну участь в Лютневій революції 1917. 
Увечері 27 лютого зібрав приватну нараду членів Четвертої Державної Думи.  
На цій нараді були сформовані кілька комісій: військова комісія, комісія за внутрішнім розпорядком, комісія з прийому заарештованих і деякі інші.  
З 27 лютого по 2 березня 1917 був квестором Четвертої Державної Думи (головою Комісії за внутрішнім розпорядком).  
З 2 березня 1917 — комісар Тимчасового комітету Державної думи (ТКДД) з Міністерства народної освіти на правах товариша міністра народної освіти Тимчасового уряду.  
Разом з Міколасом Янушкевічусом і Вацловасом Біелскісом відвідав голову Тимчасового уряду Г. Є. Львова, який просив їх назвати литовських представників на посади губернаторів трьох литовських губерній (Віленської, Ковенської і Сувальської).  
З 4 березня 1917 комісар Тимчасового уряду і ТКДД з відомству Людинолюбного товариства, з 15 березня 1917  — заступник комісара з колишнього Відомства установ імператриці Марії.  
З 8 квітня 1917 — комісар Олексіївського головного комітету.  
Спільно з Є. П. Ковалевським був співавтором проєкту створення Міністерства народної піклування, яке мало завідувати яслами, притулками, виховними будинками та ін.  
З 6 березня 1917 мав повноваження комісара ТКДД і Тимчасового уряду на Північному фронті; з 16 червня 1917 по обранню в ТКДД увійшов до складу Комітету зі складання плану евакуації Петрограда.  
З 21 липня 1917 член, з 21 серпня 1917 — заступник комісара Головного управління Російського товариства Червоного Хреста. 

### Литовський політик
На початку 1918 разом з іншими литовськими активістами ув'язнений більшовиками до в'язниці у Воронежі. Після звільнення якийсь час був змушений переховуватися, а потім 17 квітня 1918 (за іншими відомостями у травні) повернувся до окупованої німцями Литви. Був прихильником незалежності Лити від Російської імперії. Взяв участь в утворенні литовського національного уряду. Брав участь в діяльності Литовської Таріби, ставши її послом в Україні.  
Литовська Таріба доручила йому організувати повернення військових біженців та вигнанців.  
13 липня 1918 офіційно увійшов до Державної ради Литви. З листопада по грудень 1918 — міністр торгівлі і промисловості в 1-му складі Тимчасового уряду Литви. У грудні 1918 — квітні 1919 — міністр фінансів в 2-му і 3-му складах уряду Литви. Під час діяльності Ічас в якості міністра 12 квітня 1919 Литва отримала 100 мільйонів марок німецького кредиту. Цей кредит став матеріальною основою для створення держави і організації його армії. З 7 березня 1919 — у складі делегації Литви на Мирній конференції в Парижі в якості заступника голови Аугустінас Вольдемарас. 

### Промисловець і банкір
Один з перших литовських банкірів, допоміг закласти основи економіки країни.  
Ще 1 грудня 1918 разом з Адомасом Прусасом, Саліамонасом Банайтісом та іншими заснував Банк торгівлі та промисловості, який існував до 1926, коли збанкрутував у період депресії, що починалася.  
З 1920 створив акціонерне товариство «Lietuvos garlaiviai», яке організувало зовнішню торгівлю, лісову компанію «Eglynas», нафтовий завод «Ringuva», сільськогосподарську тваринницьку та переробну компанію «Patrimpas», Каунаська міську будівельну компанію «Butas», імпортно-експортну компанію «Dubysa», чавунну і машинобудівну компанію «Nemunas», прядильно-ткацьку фабрику в Паневежисі. 

### Журналіст
Бібліографія Мартінаса Ічаса містить понад 200 оригінальних робіт і численних перекладів.  
У 1914 — 1915 Ічас писав для газет і журналів «Vilniaus žinios», «Viltis», «Vairas», «Lietuvos aidas», в 1916 — 1918 редагував і публікувався в журналі «Vairas», «Литовський голос» (1912). Створив друкарню в Бірзаї, де публікував аж до 1915 «Biržų kalendorius», який відредагував разом зі священиком-кальвіністом Повиласом Якубенасом. 

### Релігійний діяч
Брав активну участь в житті громади євангелістів-реформатів в Литві.  
У 1912 став членом Курії Церкви, пізніше — президентом Синоду.  
У 1922 заснував Литовське товариство євангелістів-реформатів і став його президентом. 

### Смерть
Поїхав з Литви під час совєтізації країни.  
У 1941 емігрував з родиною до Бразилії через Німеччину і Португалію. Незабаром помер в Ріо-де-Жанейро від серцевого нападу. Він був похований на цвинтарі святого Іоанна Хрестителя в Ріо-де-Жанейро. 

## Родина
- Дружина — Іпатія Ічас (Ічіене), уроджена Шлюпайте (Šliūpaitė) (1893, Шенандоа — 1987, Альбукерке ) [6], ймовірно, була повторно одружена, в шлюбі Зуріс (Zuris). Була також кальвіністкою, в 1922 — 1923 очолювала редакцію журналу литовських евангілістів-реформатів «Mūsų žodis»[lt]
  - Син — Мартін Фріеландіс Ічас[en] (Martynas Frielandis Yčas ), (1917, Воронеж — 2014, Боулдер) — американський мікробіолог і біохімік, разом з Г. Гамовим опублікував одну з перших статистичних обробок білків і ДНК, яка спростувала деякі ранні моделі генетичного коду[7]. Був одним із засновників RNA Tie Club[en], дискусійного співтовариства вчених, які намагалися вирішити питання про генетичний код. У співавторстві з Містером Томпкінсом (псевдонім Гамова) написав книгу: «Inside Himself with physicist George Gamow».
  - Донька — Hypatija Eagle Ona Petkus, уроджена Yčas або Yčaitė (1920, Лозанна — 2005, Альбукерке).
  - Донька — Evalyna ( "Eve") Н. А. Taggert (Yčas або Yčaitė) (1923, Каунас — близько 2014)[8].
  - Донька — Violetta ML Wilson (Yčas або Yčaitė) (1923, Каунас — 1976)   [9].

## Нагороди
- Ступінь Почесного доктора університету Вітовта Великого.
- Ступінь Почесного доктора Вільнюського університету.

### Архіви
- Російський державний історичний архів. Фонд 1278. Опис 9. Справа 311.